# 平賴盛
平賴盛（1133年—1186年）日本平安時代末期武將、公卿。出身伊勢平氏，是平忠盛的第五子，也是平清盛的同父異母弟。其生母為池禪尼（藤原宗子）。官位正二位權大納言，居住在池殿，因此通稱池殿或池大納言。
賴盛的母親池禪尼出生在待賢門院的近臣家，其表哥有鳥羽法皇的第一寵臣藤原家成，他是美福門院的堂哥。因此池禪尼在所有忠盛的妻室中地位最高。賴盛曾與清盛爭奪過平家嗣子的地位。但最終忠盛將平清盛確立為繼承人，賴盛成為平家一門中地位僅次於清盛的人物。
在保元之亂中，賴盛支持崇德上皇。保元之亂後，同兄長平教盛得到了昇殿的許可，獲賜安藝國、常陸國為自己的知行國。平治之亂中在六波羅的郁芳門同源義朝軍作戰，敗走。但最後源義朝、藤原信賴戰敗，賴盛同兄長教盛率軍逮捕了信賴，因功封尾張守。此後又多次昇遷，成為權大納言。
1183年，由於木曾義仲和源賴朝據守東北反對平家，威脅到了平家的統治，平家首領平宗盛派其前往征討，但遭到賴盛的拒絕。平家在俱利伽羅峠之戰中大敗，平宗盛率全體成員逃出京都，前往九州島。賴盛率部跟隨，但到了鳥羽南殿就托故回軍，脫離了平家，獨自留在了京都，並受到了八條院的庇護。次年前往鐮倉會見源賴朝。由於池禪尼在平治之亂後曾保住了賴朝的性命，因此賴朝同意保住其官位和莊園，成為在壇之浦之戰後伊勢平氏中唯一倖存的一支。